# Исторический центр Ярославля
Исторический центр Ярославля — часть города Ярославля, внесённая в список Всемирного наследия ЮНЕСКО как «выдающийся пример градостроительной реформы Екатерины II, развёрнутой в масштабах всей России в 1763 году». Ограничена улицами Собинова (собственно объект охраны) и Республиканской (буферная зона). Большая часть этой территории известна в ярославской истории как Земляной город (а территория на мысе Стрелка — Рубленый город).

## Градостроительная реформа
В эпоху классицизма город застраивался по регулярному плану, автором которого считается Иван Старов (более ранний план Алексея Квасова недостаточно учитывал историко-архитектурную специфику Ярославля). За центр застройки была выбрана приходская церковь Ильи Пророка (1650), расположенная в середине Земляного города.
Ильинский околоток был освобождён от ветхих хозяйственных построек. Перед храмом появилась типичная для русского классицизма полукруглая площадь, застроенная симметричными корпусами присутственных мест и дворцом наместника между ними (снесён, отдельные его черты повторяет нынешнее здание областной администрации). Площадь получила название по церкви — Ильинская.

К центральной площади сходятся улицы-лучи: Угличская, Рождественская, Ильинская, а также Парадная площадь. Перспективу улиц замыкали значимые памятники более раннего времени: Парадной площади — церковь Флора и Лавра (разобрана в 1820), Угличской улицы — Власьевская башня, Рождественской — Угличская башня, Ильинской — Семёновская башня (разобрана в 1822). Стихийно сформировавшиеся градостроительные акценты XVII века, таким образом, оказывались гармонично вписанными в застройку современного города. 
Радиальный план становится ясен, стоит окинуть центр города со звонницы Спасо-Преображенского монастыря. Застройка отличается симметрией и регулярностью. Новые элементы планировки согласованы с наследием допетровского времени. Градостроительная концепция выделяется чёткостью и ясностью, хотя план города не столь умозрительно рационален, как в случае с соседней Костромой (рассказывают, что при посещении города Екатерина II на вопрос, какой бы она хотела видеть Кострому, просто развернула свой веер).

## Уникальность города
Международный совет по сохранению памятников и достопримечательных мест, рекомендуя Ярославль к внесению в список Всемирного наследия, отмечал размеренность ритмов рядовой застройки: двух- и трехэтажные здания образуют довольно широкие улицы (как правило, озеленённые), которые выводят на обширные площади. Церкви и башни допетровского времени служат зрительными и композиционными доминантами застройки более позднего времени. Относительно современной ситуации в докладе отмечается следующее:
- Ярославль выгодно отличается от других городов России тем, что промышленное развитие мало затронуло центральную часть города.
- Несмотря на значительные утраты советского времени, Ярославль пострадал меньше других городов аналогичного размера и значения. Новых зданий в центре города сравнительно немного. К счастью, сохранились в нетронутом виде берега Которосли и острова на ней. Речной вокзал 1980-х годов не вносит диссонанса в восприятие Волжской набережной.
- В целом, при застройке города в XX веке превалировало стремление к сохранению историко-архитектурного наследия. В буферной зоне высота новых построек не превышает 14-17 метров.

|                                                                                |  |                                    |  |                                                                             |
| Церковь Ильи Пророка замыкает перспективу улицы Нахимсона (б. Рождественской)… |  | …площади Челюскинцев (б. Парадной) |  | …улицы Кирова (б. Угличской), причём с каждого ракурса смотрится по-разному |

В докладе делается вывод о том, что в случае с Ярославлем градостроительная реформа оказалась особенно удачной, как в плане самой городской застройки, так и в отношении её сгармонированности с историческим прошлым и с водными просторами Волги и Которосли. При этом сама градостроительная реформа Екатерины не имеет прецедентов в европейской истории по масштабам, ибо она привела к приведению облика практически всех городов Российской империи в соответствие с рационалистическими идеалами Просвещения. Перепланировка Ярославля вышла особенно сбалансированной, а его главная площадь не имеет себе равных в провинциях империи по поистине «царским» размерам.

## Отдельные памятники
На территории (около 110 га) объекта ЮНЕСКО на настоящий момент расположено 140 памятников архитектуры, находящихся под государственной охраной, примерно столько же могут быть включены в этот список дополнительно. Культурное наследие исторического центра составляют как отдельные достопримечательности, так и архитектурные ансамбли определенных улиц, площадей, набережных.
Важнейшими из памятников исторического центра Ярославля в российском комитете ЮНЕСКО считают следующие:
| #    | Название                                  | Изображение | Год создания                |
| ---- | ----------------------------------------- | ----------- | --------------------------- |
| 1    | Волжская набережная                       |             |                             |
| 1.1  | Митрополичьи палаты                       |             | к. XVII в.                  |
| 1.2  | Волжская (Арсенальная) башня              |             | к. XVII в.                  |
| 2    | Ансамбль Губернаторского дома             |             | 1820-1860 гг.               |
| 3    | Советская площадь                         |             | основная часть — к. XVIII в |
| 3.1  | Церковь Илии Пророка (как центр ансамбля) |             | 1647-1650 гг.               |
| 4    | Площадь Волкова                           |             |                             |
| 4. 1 | Власьевская башня                         |             | к. XVII в                   |
| 4. 2 | Городской театра им. Волкова              |             | 1911 г.                     |
| 5    | Улица Ушинского                           |             |                             |
| 5.1  | Трактир «Пассаж»                          |             |                             |
| 5.2  | Усадьба Вахрамеева                        |             |                             |
| 5.3  | Дом Шапулиных-Сорокиных                   |             |                             |
| 6    | Спасо-Преображенский монастырь            |             | XII — XIX вв.               |
| 7    | Церковь Богоявления                       |             | к. XVII в                   |
| 8    | Гостиный двор                             |             | н. XIX в                    |
| 9    | Бывший дом Духовного ведомства            |             | н. XX в.                    |

## Угрозы и опасности
Крупные по размеру, богатые по силуэту, щедро украшенные изнутри и снаружи храмовые комплексы купеческого Ярославля XVII века вправлены, подобно драгоценным каменьям, в радиальную планировку эпохи классицизма, которая выводит на них основные городские магистрали, что обуславливает их исключительное градостроительное значение. Это касается храмов, расположенных в центре города. В то же время едва ли не самые значительные храмовые комплексы были выстроены в слободах на периферии города. Это относится к храмам Николы Мокрого, Иоанна Предтечи в Толчкове, ансамблю в Коровниках, Фёдоровской церкви, Толгскому монастырю. Все эти незаурядные по архитектурно-художественным достоинствам памятники находятся за пределами охраняемой ЮНЕСКО зоны. 
Утраты XX века выразились для Ярославля, главным образом, в полной утрате застройки сердцевины старого города — кремля, или Рубленого города. Уничтожен был и завершающий панораму Волжской набережной с севера храм Петра и Павла на Волге. Обеднил восприятие центральных улиц города снос таких памятников, как храма Воскресения Христова, церквей Власьевского прихода, Екатерининского и Варварьинского храмов (замыкали перспективы улиц Трефолева и Волкова), Всехсвятской церкви с небольшой полукруглой площадью перед ней, церкви Рождества Богородицы перед Спасо-Преображенским монастырём. Уцелевшие храмы зачастую оказывались «укрыты» от взгляда стандартными постройками советской эпохи (это относится к Казанскому монастырю, церкви Николы Надеина). В своём большинстве утрачены такие градостроительные доминанты старого Ярославля, как колокольни.
В рамках подготовки к празднованию 1000-летия Ярославля была утверждена программа воссоздания колоколен и иных градостроительных доминант, однако она не была осуществлена. Единственный памятник, который был реально воссоздан, — Успенский собор на Стрелке. Вместе с тем новое здание не соответствует ни по архитектуре, ни по масштабу окружающей застройке, подавляя её своей массивностью. Это строительство вызвало озабоченность ярославской общественности и стало предметом рассмотрения на сессии комитета Всемирного наследия в 2009 году; два года спустя предлагалось включить Ярославль в список «Наследие в опасности». В местной печати сообщается и о других случаях возведения в охраняемой ЮНЕСКО части города ультрасовременных по своему облику развлекательных центров, о допускаемых застройщиками нарушениях высотного регламента.
В последующие годы Министерство культуры России приняло нормативные акты, позволяющие вести в старом городе многоэтажную застройку, что «фактически стало инструментом для застройщиков, стремящихся тотально застроить исторический центр города». На сессии 2015 года комитет Всемирного наследия рекомендовал Российской Федерации пересмотреть данные строительные регламенты.
|                      |  |                                        |  |                                     |
| Волжская набережная… |  | …сочетает атмосферу старого Ярославля… |  | …с вкраплениями советской застройки |